# Alkonyat – Napfogyatkozás (film)
Az Alkonyat – Napfogyatkozás (The Twilight Saga: Eclipse) a Stephenie Meyer azonos című regényei alapján készült Alkonyat-sorozat harmadik része, romantikus fantasyfilm, melyet 2010. június 30-án mutattak be; Magyarországon a Fórum Hungary forgalmazza. A filmet David Slade rendezte, a főszerepben Kristen Stewart (Bella Swan), Robert Pattinson (Edward Cullen) és Taylor Lautner (Jacob Black) látható. A forgatókönyvet, akárcsak az előző két film, az Alkonyat és az Alkonyat – Újhold esetében, Melissa Rosenberg írta.
A forgatást 2009. augusztus 17-én kezdték meg a Vancouver Film Studios stúdiójában, és október végén fejezték be. Az utómunkálatok a rá következő hónapban kezdődtek. A forgatási időpontok ütközése miatt Rachelle Lefevre helyett Bryce Dallas Howard alakítja Victoriát. Ez az első Alkonyat-film, melyet IMAX-ben is vetítenek.
2010. június 30. és július 4. között a film világszerte több mint 261 millió dolláros bevételt hozott és minden idők legjobb szerdai nyitását produkálta.

## Történet
Seattle városát rejtélyes gyilkosságok tartják rettegésben, Cullenék újszülött vámpírokra gyanakodnak. Hamarosan kiderül, hogy a bosszúszomjas Victoria vámpírsereget hozott létre Bella és a Cullen-család elpusztítására. Cullenék szövetkeznek Jacob alakváltó farkascsordájával, hogy képesek legyenek legyőzni a vámpírokat. Mindeközben Bella Jacob és Edward iránt érzett szerelme között vívódik.

## Szereplők
- Bella Swan: Kristen Stewart – Csuha Borbála
- Edward Cullen: Robert Pattinson – Szvetlov Balázs
- Jacob Black: Taylor Lautner – Gacsal Ádám
- Charlie Swan: Billy Burke – Huszár Zsolt
- Dr. Carlisle Cullen: Peter Facinelli – Anger Zsolt
- Alice Cullen: Ashley Greene – Bogdányi Titanilla
- Rosalie Hale: Nikki Reed – Bánfalvi Eszter
- Jasper Hale: Jackson Rathbone – Simonyi Balázs
- Emmett Cullen: Kellan Lutz – Nagypál Gábor
- Esme Cullen: Elizabeth Reaser – Peller Anna
- Victoria: Bryce Dallas Howard – Nemes Takách Kata
- Riley: Xavier Samuel – Jakab Márk
- Embry Call: Kiowa Gordon – Berkes Bence
- Quil Ataera: Tyson Houseman – Szabó Máté
- Jared: Bronson Pelletier – Szabó Kimmel Tamás
- Paul Clearwater: Alex Meraz – Géczi Zoltán
- Leah Clearwater: Julia Jones – Homonnai Kata
- Emily: Tinsel Korey –
- Sam Uley: Chaske Spencer – Welker Gábor
- Billy Black: Gil Birmingham – Borbiczki Ferenc
- Sue Clearwater: Alex Rice -
- Seth Clearwater: Booboo Stewart – Tompa Ádám
- Eric Yorkie: Justin Chon – Hamvas Dániel
- Jessica Stanley: Anna Kendrick – Csifó Dorina
- Mike Newton: Michael Welch – Molnár Levente
- Angela Weber: Christian Serratos – Györfi Anna
- Bree: Jodelle Ferland -
- Jane: Dakota Fanning – Földes Eszter
- Alec: Cameron Bright -
- Renée Dwyer: Sarah Clarke – Takács Andrea

## Alkotói folyamat

### Tervezési fázis
A Summit Entertainment 2008 novemberében jelentette be, hogy megvették az Újhold, a Napfogyatkozás és a Hajnalhasadás kötetek megfilmesítési jogát Stephenie Meyer írónőtől. 2009 februárjában a stúdió megerősítette, hogy elkezdtek dolgozni a Napfogyatkozáson, és hogy mivel Chris Weitz rendező az Újhold utómunkálataival van elfoglalva, a harmadik filmhez új rendezőt keresnek. A rendezői székbe végül David Slade ült, a forgatókönyvet az első két film írójára, Melissa Rosenbergre bízták.

### Szereplőválogatás
Az első két filmben Victoriát alakító Rachelle Lefevre helyére a stúdió Bryce Dallas Howardot szerződtette le 2009 júliusában. A döntés okaként időpontegyeztetési problémákat jelöltek meg, Lefevre pedig úgy nyilatkozott, hogy a döntés „megdöbbentette” és „elszomorította”. Eredetileg is Howardot akarták a szerepre az első filmnél, de akkor a színésznő visszautasította az ajánlatot, mondván, hogy a szerep túl jelentéktelen.
Bree, az egyik újszülött vámpír szerepére Jodelle Ferlandot szerződtették le. Riley szerepét Xavier Samuel, Royce King II szerepét Jack Huston,, Maria szerepét Catalina Sandino Moreno kapta,Julia Jonest szerződtették Leah Clearwater, Boo Boo Stewartot pedig Seth Clearwater szerepére.

### Forgatás és utómunkálatok
A forgatás 2009. augusztus 17-én kezdődött a Vancouver Film Studios-ban. Augusztus 29-én paparazzi-fotók tanúsága szerint Kristen Stewart, Billy Burke és más színészek az érettségi-jelenetet forgatták. Szeptember 2-án Xavier Samuel, Kristen Stewart és Robert Pattinson hangszigetelt stúdióban forgattak együtt egy, Belláék házában játszódó jelenetet. Szeptember 13-án forgatták a könyv híres sátor-jelenetét. A rendező Twitteren keresztül értesítette a rajongókat, hogy szeptember 17-én vették fel Jacob és Bella csókjelenetét. 2009. október 29-én fejezték be a forgatást, az utómunkálatok november végén kezdődtek meg.
2010 januárjában a forgatókönyv egy korai verziója tisztázatlan körülmények között felkerült az internetre. A példány valószínűleg a Jaspert alakító Jackson Rathbone-é volt, akinek a nevét rányomtatták a lapokra.
2010 áprilisában kiderült, hogy néhány jelenetet újra kell forgatni. A három főszereplőn kívül Stephenie Meyer is jelen volt a jelenetek újravételénél.

### Zene
A film zenéjét a A Gyűrűk Ura-trilógia zeneszerzője, Howard Shore komponálta. A filmzenei albumot 2010. június 8-án adta ki közösen az Atlantic Records és a Chop Shop Records. Az album első kislemeze a Muse együttes Neutron Star Collision (Love Is Forever) című dala, melyet kifejezetten a filmhez írtak.
2010. május 11-én a MySpace bejelentette, hogy másnap reggel nyolc órától félóránként közzéteszik az album dalait.

## Marketing
2009. november 5-én jelentették meg a Napfogyatkozás első hivatalos filmplakátját. 2010 februárjában a Summit Entertainment bejelentette, hogy az előzetest a stúdió másik saját filmje, a Robert Pattinson főszereplésével készült Emlékezz rám előtt fogják vetíteni a mozik. 2010. március 10-én egy 10 másodperces előzetest tettek közzé az interneten, majd másnap a teljes verziót is. Az előzetes kiadásának időpontja megegyezett a film hivatalos honlapjának megnyitásával is. 2010. március 19-én az Alkonyat – Újhold DVD és Blu-ray megjelenése alkalmával a Walmart Ultimate Fan Edition verzióján egy hétperces werkfilmet tettek közzé a Napfogyatkozás forgatásáról. A végső trailert az The Oprah Winfrey Show-ban mutatták be május 13-án, ahol Robert Pattinson, Taylor Lautner, Kristen Stewart és Dakota Fanning is megjelent, valamint a televíziós műsor helyszíni közönségének a film egy korai vágott verzióját is levetítették. 2010. június 6-án a film egy jelenetét levetítették az MTV Movie Awards díjátadó gálán; ugyanezen a héten több televíziós szpot is vetítésre került az Egyesült Államokban.
Summit Entertainment a június 26-ai holdfogyatkozás alkalmából az Egyesült Államok 12 városában rajongói találkozókkal egybekötött vetítéseket rendezett, ahol az első két filmet lehetett megnézni. Az eseményt Philadelphiából és San Diegóból élőben közvetítették és a film számos sztárja is megjelent a két helyszínen.
A Nordstrom a stúdióval együtt kiegészítette az Újhold ruhakollekcióját új darabokkal. A ruhák stílusát Alice és Bella köré szervezték; a kollekció 2010. június 4-én várt elérhetővé.
A Burger King az Újholdhoz hasonlóan a Napfogyatkozás alkalmából is speciális ajánlatokat tett közzé, 2010. június 21-étől, a Team Jacob – Team Edward témakörben.

## Megjelenés
2010. május 14-étől az Egyesült Államokban számos online jegyvásárló oldalon elővételben lehetett jegyeket kapni. A hivatalos premiert 2010. június 24-én tartották a Los Angeles-i Nokia Theatre-ben. Június 21-étől kezdődően a rajongóknak lehetőségük volt felsorakozni a Nokia Plaza előtt. A hivatalos Egyesült Királyságbeli premiert Londonban tartják majd július 1-jén, azonban a három főszereplő ezen a premieren nem vesz részt.
Az Egyesült Államokban a film 4408 moziban és 193 IMAX-teremben kerül vetítésre. Előrejelzések szerint a film így körülbelül 150 millió dolláros bevételre számíthat az első hat napon, mellyel megdöntenék az Újhold sikerét is.
Az előzetes jegyeladások rekordot döntöttek a Fandango internetes jegyfoglaló rendszernél, ahol a napi jegyeladások 82%-át tették ki a Napfogyatkozásra foglalt jegyek. A magyarországi forgalmazó Forum Hungary honlapja szerint a június 30-ai magyar premierre szinte minden jegy elővételben elkelt.

### Kritikai fogadtatás
A film vegyes kritikákat kapott. A Rotten Tomatoes 2010. június 29-ei állapot szerint 44%-osra ítélte a filmet kilenc kritikus véleményét összesítve. A Metacritic június 28-ai állapot szerint 62 pontot ítélt a filmnek négy kritikus véleménye alapján.
A The Hollywood Reporter és a Variety is pozitívan fogadta a filmet, különösen az előző két film fogadtatásával összehasonlítva.
Will Lawrence, az Empire kritikusa szerint „[David Slade] irányítása alatt a sorozat olyasvalamivé fejlődött, amire senki sem számított: Az Alkonyatot az a veszély fenyegeti, hogy a végén még 'király' dolognak fog számítani.”

## Díjak és elismerések
American Music Awards
- 2010 – American Music Awards jelölés – Kedvenc filmzenei album

National Movie Awards
- 2010 – National Movie Awards – A leginkább várt film a nyáron

Kid's Choice Awards – Brazília
- 2010 – Kids' Choice Awards – Az év párosa – Robert Pattinson, Kristen Stewart

Kid's Choice Awards – Ausztrália
- 2010 – Kids' Choice Awards díj – Kedvenc film
- 2010 – Kids' Choice Awards díj – Kedvenc moziszínész – Robert Pattinson
- 2010 – Kids' Choice Awards díj – Kedvenc moziszínésznő – Kristen Stewart
- 2010 – Kids' Choice Awards jelölés – Kedvenc moziszínész – Xavier Samuel
- 2010 – Kids' Choice Awards jelölés – Kedvenc csók – Robert Pattinson, Kristen Stewart
- 2010 – Kids' Choice Awards jelölés – Kedvenc csók – Taylor Lautner, Kristen Stewart
- 2010 – Kids' Choice Awards jelölés – Legaranyosabb pár – Robert Pattinson, Kristen Stewart

People's Choice Awards
- 2010 – People's Choice Awards díj – Kedvenc film
- 2010 – People's Choice Awards díj – Kedvenc csapat a mozivásznon – Robert Pattinson, Kristen Stewart, Taylor Lautner

Scream Awards
- 2010 – Scream Awards díj – Legjobb Fantasy
- 2010 – Scream Awards díj – Legjobb Fantasy színész – Robert Pattinson
- 2010 – Scream Awards díj – Legjobb Fantasy színésznő – Kristen Stewart
- 2010 – Scream Awards jelölés – The Ultimate Scream
- 2010 – Scream Awards jelölés – Legjobb Fantasy színész – Taylor Lautner
- 2010 – Scream Awards jelölés – Legjobb áttörő férfi alakítás -Xavier Samuel

Teen Choice Awards
- 2010 – Teen Choice Awards díj – Kedvenc nyári film
- 2010 – Teen Choice Awards díj – Kedvenc nyári férfi mozisztár – Robert Pattinson
- 2010 – Teen Choice Awards díj – Kedvenc nyári női mozisztár- Kristen Stewart
- 2010 – Teen Choice Awards jelölés – Kedvenc nyári férfi mozisztár – Taylor Lautner
- 2010 – Teen Choice Awards jelölés – Kedvenc szerelmes dal – Neutron Star Collision (Love Is Forever) – Muse

Grammy-díj
- 2011 – Grammy-díj jelölés – Legjobb OST

Mtv Movie Awards
- 2011 – Mtv Movie Awards díj – Legjobb film
- 2011 – Mtv Movie Awards díj – Legjobb férfi alakítás – Robert Pattinson
- 2011 – Mtv Movie Awards díj – Legjobb női alakítás – Kristen Stewart
- 2011 – Mtv Movie Awards díj – Legjobb csók – Kristen Stewart, Robert Pattinson
- 2011 – Mtv Movie Awards díj – Legjobb harc – Robert Pattinson, Xavier Samuel, Bryce Dallas Howard
- 2011 – Mtv Movie Awards jelölés – Legjobb férfi alakítás – Taylor Lautner
- 2011 – Mtv Movie Awards jelölés – Legjobb feltörekvő sztár – Xavier Samuel
- 2011 – Mtv Movie Awards jelölés – Legjobb csók – Kristen Stewart, Taylor Lautner

People's Choice Awards
- 2011 – People's Choice Awards díj – Kedvenc film
- 2011 – People's Choice Awards díj – Kedvenc dráma
- 2011 – People's Choice Awards díj – Kedvenc színésznő – Kristen Stewart
- 2011 – People's Choice Awards díj – Kedvenc csapat a vásznon – Robert Pattinson, Kristen Stewart, Taylor Lautner
- 2011 – People's Choice Awards jelölés – Kedvenc színész – Robert Pattinson
- 2011 – People's Choice Awards jelölés – Kedvenc színész – Taylor Lautner
- 2011 – People's Choice Awards jelölés – Kedvenc 25 év alatti filmsztár – Robert Pattinson
- 2011 – People's Choice Awards jelölés – Kedvenc 25 év alatti filmsztár – Kristen Stewart

Teen Choice Awards
- 2011 – Teen Choice Awards díj – Kedvenc színész: Sci-Fi/Fantasy – Taylor Lautner
- 2011 – Teen Choice Awards díj – Kedvenc férfi mellékszereplő – Kellan Lutz
- 2011 – Teen Choice Awards díj – Kedvenc női mellékszereplő – Ashley Greene
- 2011 – Teen Choice Awards díj – Kedvenc vámpír – Robert Pattinson
- 2011 – Teen Choice Awards jelölés – Kedvenc film: Sci-Fi/Fantasy
- 2011 – Teen Choice Awards jelölés – Kedvenc színész: Sci-Fi/Fantasy – Robert Pattinson
- 2011 – Teen Choice Awards jelölés – Kedvenc színésznő: Sci-Fi/Fantasy – Kristen Stewart
- 2011 – Teen Choice Awards jelölés – Kedvenc vámpír – Nikki Reed
- 2011 – Teen Choice Awards jelölés – Kedvenc csók – Kristen Stewart, Taylor Lautner
- 2011 – Teen Choice Awards jelölés – Kedvenc csók – Kristen Stewart, Robert Pattinson
- 2011 – Teen Choice Awards jelölés – Kedvenc feltörekvő férfiszínész – Xavier Samuel

Arany Málna
- 2011 – Arany Málna díj jelölés – a legrosszabb film
- 2011 – Arany Málna díj jelölés – a legrosszabb színész – Robert Pattinson, Taylor Lautner
- 2011 – Arany Málna díj jelölés – a legrosszabb színésznő – Kristen Stewart
- 2011 – Arany Málna díj jelölés – a legrosszabb férfi epizódszereplő – Jackson Rathbone
- 2011 – Arany Málna díj jelölés – a legrosszabb rendező – David Slade
- 2011 – Arany Málna díj jelölés – a legrosszabb forgatókönyv
- 2011 – Arany Málna díj jelölés – a legrosszabb remake vagy folytatás
- 2011 – Arany Málna díj jelölés – a legrosszabb páros

## Fordítás
- Ez a szócikk részben vagy egészben  a   The Twilight Saga: Eclipse című angol Wikipédia-szócikk fordításán alapul.  Az eredeti cikk szerkesztőit annak laptörténete sorolja fel. Ez a jelzés csupán a megfogalmazás eredetét és a szerzői jogokat jelzi, nem szolgál a cikkben szereplő információk forrásmegjelöléseként.